# Мовіліца (Бакеу)
Мовіліца (рум. Movilița) — село у повіті Бакеу в Румунії. Входить до складу комуни Рекітоаса.
Село розташоване на відстані 239 км на північний схід від Бухареста, 38 км на південний схід від Бакеу, 86 км на південь від Ясс, 119 км на північний захід від Галаца.

## Населення
За даними перепису населення 2002 року у селі проживали 119 осіб, усі — румуни. Усі жителі села рідною мовою назвали румунську.